# Grammoechus ochreovariegatus
Grammoechus ochreovariegatus är en skalbaggsart som beskrevs av Stefan von Breuning 1958. Grammoechus ochreovariegatus ingår i släktet Grammoechus och familjen långhorningar.
Artens utbredningsområde är Filippinerna. Inga underarter finns listade i Catalogue of Life.